# Elephas hysudrindicus

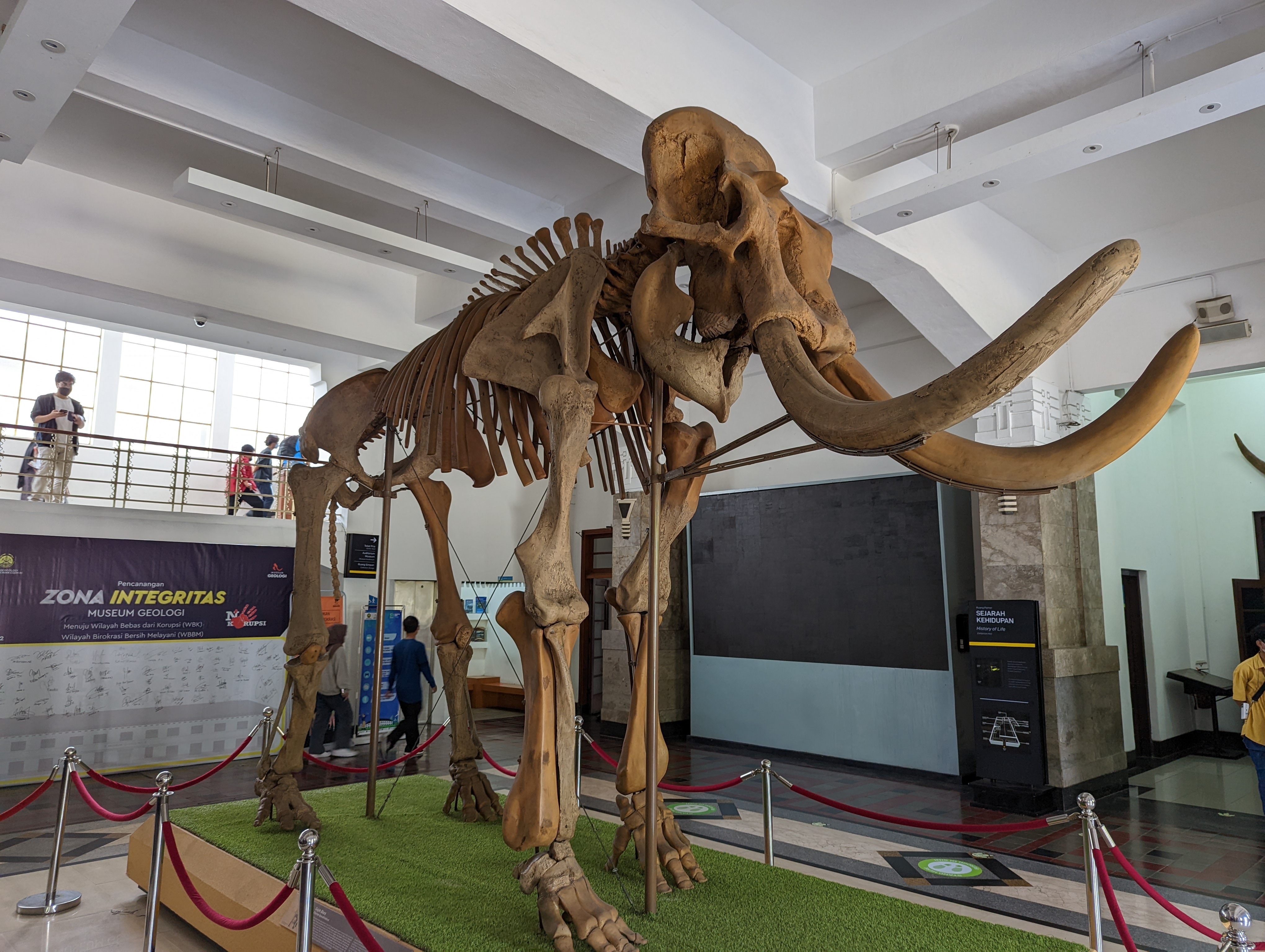
Elephas hysudrindicus

Elephas hysudrindicus — вид вимерлого слона плейстоцену Яви, який анатомічно відрізняється від сучасного E. maximus. Керівник Геологічного музею Бандунга Юнус Кусумбрата сказав, що цей вид існував близько 15 000 років тому.

## Історія відкриття
Цей вид знайдено в селі Сунггун, Мендалем, Краденан, Блора в березні 2009 року, знайдений майже в повному стані (90 %) під землею в колишньому піщаному кар'єрі в селі. Фактичні скам'янілості були доставлені в геологічний музей Бандунга й виставлені в музеї.